# Evangelisch-Lutherisches Dekanat Bad Windsheim
Das Evangelisch-Lutherische Dekanat Bad Windsheim ist eines der 19 Dekanate des Kirchenkreises Ansbach-Würzburg. Jörg Dittmar wurde am  1. September 2023 als Nachfolger von Karin Hütteln in das Amt des Dekans eingeführt.

## Geschichte

### Pfarreien und Kirchengemeinden
Die Kirchengemeinden im Dekanatsbezirk können auf eine evangelische Tradition seit der Reformation zurückblicken. Die Landesherrschaft lag im Wesentlichen bei der Markgrafschaft Brandenburg-Ansbach, der Reichsstadt Windsheim und dem Freiherrn v. Seckendorff-Aberdar.
Im Fürstentum Ansbach wurde 1528 die Reformation eingeführt. Im Jahr 1522 wurde in Windsheim ein evangelischer Prediger eingesetzt. Am 12. März 1525 wurde das Kirchpatronat von der Stadt erworben. Zusammen mit den Ortschaften Külsheim, Oberntief und Wiebelsheim wurde Windsheim danach evangelisch. 1591 erwarb die Reichsstadt Windsheim die zweite Hälfte von Illesheim, wo die Reformation bereits um 1528 eingeführt worden war, von den v. Berlichingen.  Die Landesherrschaft über Ickelheim lag beim Deutschen Orden, ausgeübt durch die Kommende Virnsberg. Der Grundherr war allerdings der Freiherr v. Seckendorff-Aberdar, der auch die Landeshoheit in Unternzenn allein, in Obernzenn gemeinsam mit dem Freiherrn v. Seckendorff-Gudent besaß. In diesen Orten konnte mit Unterstützung Markgrafschaft Brandenburg-Ansbach 1528 die Reformation durchgesetzt werden. Egenhausen wurde erst 1552 vom Freiherrn v. Seckendorff-Aberdar die Landeshoheit vom Stift Spalt erworben. Die Reformation soll dort aber bereits vor 1544 eingeführt worden sein. In Unteraltenbernheim war der Deutsche Orden Landesherr. Dennoch konnte dort 1525 die Reformation Fuß fassen. 1595 war die Gegenreformation teilweise erfolgreich. Die katholischen und evangelischen Einwohner waren damals durch den Zennbach getrennt. Die beiden Kirchen stehen fast nebeneinander.

### Dekanat
Die Markgrafschaft Brandenburg-Ansbach wurde 1792 durch Verkauf an Preußen angegliedert. In Windsheim wurde, nach der Mediatisierung am 15. März 1806 eine preußische Superintendentur eingerichtet. Darin ging die Superintendentur Burgbernheim auf. Aus der Superintendentur Neustadt an der Aisch kamen weitere Pfarreien hinzu. Das bayerische Dekanat wurde am 7. Dezember 1810 errichtet.
Zum 1. Januar 2020 haben sich die Kirchengemeinden Sugenheim und Neundorf (bisher Dekanat Neustadt/Aisch), die Kirchengemeinden Krautostheim, Ingolstadt und Deutenheim (bisher Dekanat Bad Windsheim) sowie die Kirchengemeinden Markt Nordheim, Krassolzheim und Ezelheim (bisher Dekanat Markt Einersheim) zur Pfarrei Ehegrund zusammengeschlossen. Die neue Pfarrei gehört zum Dekanat Markt Einersheim.

## Museum Kirche in Franken
Seit den 70er Jahren wurde die Spitalkirche zum Heiligen Geist nicht mehr als Kirche genutzt. Im Juli 2006 wurde nach der Renovierung und Umbau der Spitalkirche dort das Museum Kirche in Franken als Außenstelle des Fränkischen Freilandmuseums Bad Windsheim eröffnet.

## Kirchengemeinden
Zum Dekanatsbezirk Bad Windsheim gehören 28 Kirchengemeinden, die in neun Pfarreien zusammengefasst sind. In den Gemeinden leben ca. 13.500 Gemeindeglieder. Im Folgenden sind die Pfarreien und Kirchengemeinden sowie deren Kirchengebäude aufgeführt.
- Bad Windsheim
  - Kirchengemeinde Bad Windsheim, drei Pfarrsprengel, Stadtpfarrkirche St. Kilian (um 1735), Seekapelle (1402), Spitalkirche (1421, seit 2006 Museum)
- Pfarrei Burgbernheim
  - Kirchengemeinde Burgbernheim, Pfarrkirche St. Johannis
- Pfarrei Ergersheim
  - Kirchengemeinde Ergersheim, Pfarrkirche St. Ursula (um 1400), Kapelle St. Stephanus (um 1400)
  - Kirchengemeinde Buchheim, Filialkirche St. Blasius
  - Kirchengemeinde Pfaffenhofen, Filialkirche St. Nikolaus
  - Kirchengemeinde Wiebelsheim, Filialkirche St. Nikolaus
- Pfarrei Ickelheim/Lenkersheim
  - Kirchengemeinde Ickelheim, Pfarrkirche St. Georg
  - Kirchengemeinde Lenkersheim, Zur Heiligen Dreifaltigkeit
- Pfarrei Illesheim
  - Kirchengemeinde Illesheim, Pfarrkirche St. Maria und Wendel
  - Kirchengemeinde Schwebheim, Filialkirche St. Laurentius
  - Kirchengemeinde Urfersheim, Filialkirche St. Bartholomäus
  - Kirchengemeinde Westheim, Filialkirche St. Gumbertus
- Pfarrei Ipsheim
  - Kirchengemeinde Ipsheim, Pfarrkirche St. Johannes der Täufer, Friedhofskapelle Zum Heiligen Kreuz, Filialkirche St. Kilian in Oberndorf
- Tiefgrundpfarrei
  - Kirchengemeinde Kaubenheim, Bergkirche St. Michael, Gemeindezentrum St. Laurentius
  - Kirchengemeinde Berolzheim, Kirche St. Jakobus
  - Kirchengemeinde Humprechtsau, Kirche St. Marien
  - Kirchengemeinde Külsheim, Kirche St. Walburga
  - Kirchengemeinde Oberntief, Kirche St. Marien
  - Kirchengemeinde Rüdisbronn, Kirche St. Marien
- Pfarrei Marktbergel
  - Kirchengemeinde Marktbergel, Pfarrkirche St. Veit, Nebenkirche (Gemeindehaus) St. Kilian
  - Kirchengemeinde Ottenhofen, Filialkirche St. Gumbertus und Urban
- Pfarrei Oberer Zenngrund
  - Kirchengemeinde Obernzenn, Pfarrkirche St. Gertraud
  - Kirchengemeinde Urphertshofen, St. Jakobus und Nikolaus, Bestelmeyerkapelle
  - Kirchengemeinde Unteraltenbernheim, St. Martin
  - Kirchengemeinde Unternzenn, Filialkirche St. Maria
  - Kirchengemeinde Egenhausen, Allerheiligenkirche